# Absolucja zbiorowa
Absolucja zbiorowa – rozgrzeszenie, którego udziela kapłan kilku penitentom jednocześnie bez uprzedniego wyznania przez nich grzechów.
W Kościele katolickim jest zazwyczaj praktykowana:
- w niebezpieczeństwie śmierci, przy braku czasu na spowiedź indywidualną
- w sytuacji, gdy liczba wiernych uniemożliwia im spowiedź indywidualną, w wyniku czego pozostaną bez tego sakramentu przez dłuższy czas.

Ponadto otrzymujący ją muszą zostać poinformowani o konieczności spowiedzi indywidualnej przy najbliższej okazji, w czasie której należy wyznać grzechy ciężkie, z których zostali rozgrzeszeni absolucją zbiorową.
Absolucję zbiorową stosują też:
- Kościół Starokatolicki w Rzeczypospolitej Polskiej;
- Kościół Polskokatolicki w Rzeczypospolitej Polskiej ;
- Kościół Starokatolicki Mariawitów w RP, w którym nie ma spowiedzi indywidualnej[2].